# Cheap Trick
I Cheap Trick sono un gruppo rock statunitense formatosi nel 1974 a Rockford, Illinois.

## Storia
A Rockford il chitarrista Rick Nielsen inizia a suonare la chitarra in varie band del posto insieme al concittadino Tom Petersson. Con una di queste, i "Fuse", arrivano anche ad incidere un disco nel 1968, le cui vendite però non sono incoraggianti. Subito dopo la band si scioglie, ma i due futuri Cheap Trick non rimangono inattivi, e nel 1971 conoscono il batterista Bun E. Carlos. Nascono così i Cheap Trick, la cui formazione sarà completata nel 1974 con l'ingresso del cantante/chitarrista Robin Zander. I quattro iniziano a suonare localmente, e in varie occasioni aprono i concerti per artisti di fama mondiale. Nel 1976 proprio in uno di questi concerti sono notati da Jack Douglas, produttore degli Aerosmith, che fa ottenere loro un contratto discografico con la Epic Records.
L'anno successivo esce il loro album omonimo Cheap Trick, che, pur di buona fattura, non riscuote molto successo. Va decisamente meglio con i due lavori successivi, In Color e Heaven Tonight, che contengono rispettivamente le hit I Want You To Want Me e Surrender. La popolarità del gruppo è massima in Giappone, e così nel 1978 la band decide di realizzare un disco live nella famosa Budokan Arena. Quando nel 1979 At Budokan viene pubblicato, improvvisamente la popolarità della band cresce ovunque.
Nel 1980 esce All Shook Up, prodotto da George Martin. Poco dopo però Tom Petersson annuncia di voler abbandonare la band. In un primo momento viene assunto al suo posto Pete Comita, ma poco dopo viene sostituito da Jon Brant, che rimarrà fino al 1987. Iniziano collaborazioni a varie colonne sonore per vari film, quali Top Gun e Heavy Metal.
Nel 1988 viene riassunto Tom Petersson, e il nuovo lavoro, Lap of Luxury, ottiene nuovamente i favori della critica, soprattutto per la presenza della hit "The Flame" che, unica canzone della band, raggiunge il primo posto nelle classifiche americane. Le cose però non vanno per il meglio con il successivo Busted, ultimo album registrato con la Epic. Nel 1994 con Woke up with a Monster avviene un cambiamento, sia musicale che nel look.
Nel 2001 esce il live Silver, per celebrare il 25º anniversario della band. Registrato a Rockford, vede la presenza di numerosi ospiti, tra cui i figli di Robin Zander e Rick Nielsen.
Dopo il loro ultimo album, Rockford, uscito nel 2006, organizzano continuamente concerti negli Stati Uniti.
Nel 2016 vengono inseriti nella Rock and Roll Hall of Fame.

## Le canzoni dei Cheap Trick in altri media
- Nella quarta parte de Le bizzarre avventure di JoJo, "Diamond is Unbreakable", un potere Stand è chiamato "Cheap Trick"
- Le canzoni Surrender, Hello There, Dream Police e I Want You To Want Me sono state rispettivamente inserite nelle colonne sonore dei videogiochi Guitar Hero 2, Rock Band 2, Guitar Hero: Aerosmith e Band Hero, inoltre Surrender appare nel gioco della EA Skate, disponibili per le principali piattaforme da gioco.
- La canzone Surrender fa anche parte della colonna sonora dei film Detroit Rock City e Daddy Day Care, ed è stata utilizzata per il film Pixels e per il film Guardiani della Galassia Vol. 2.
- Le canzoni Surrender e I Want You To Want Me vengono usate in due degli episodi della prima e seconda stagione della serie televisiva Scrubs. Inoltre I Want You To Want Me è stata cantata da Katie Holmes nella quinta stagione del telefilm Dawson's Creek[4].
- La band è apparsa nel 15º episodio della settima stagione della serie televisiva One Tree Hill, Don't You Forget About Me, dove tengono un concerto per una festa anni ottanta atta a raccogliere fondi, e dove suonano diverse loro canzoni. Nello stesso episodio si sentono varie volte delle loro canzoni come sottofondo.
- Nel 1997 Rick Nielsen compare nel film documentario The Big One diretto da Michael Moore.
- Il brano Reach Out è diventato molto famoso per essere stato inserito nella colonna sonora del film Heavy Metal.
- Il brano Voices è stato utilizzato nel decimo episodio della prima stagione della Sit Com How I Met Your Mother.
- Il brano Hello There viene citato nel primo libro della trilogia di The Walking Dead: "L'ascesa del governatore".
- La canzone In this Country venne utilizzata nel film Over the top diretto da Sylvester Stallone

## Formazione

### Formazione attuale
- Robin Zander - voce, chitarra (1974 - presente)
- Rick Nielsen - chitarra (1974 - presente)
- Tom Petersson - basso elettrico (1974-1980,1988 - presente)
- Daxx Nielsen - batteria (2010 - presente)

### Ex componenti
- Pete Comita - basso elettrico (1980 - 1981)
- Jon Brant - basso elettrico (1981 - 1988)
- Bun E. Carlos - batteria (1974 - 2010)

## Discografia

### Album in studio
- 1977 - Cheap Trick
- 1977 - In Color
- 1978 - Heaven Tonight
- 1979 - Dream Police
- 1980 - All Shook Up
- 1982 - One on One
- 1983 - Next Position Please
- 1985 - Standing on the Edge
- 1986 - The Doctor
- 1988 - Lap of Luxury
- 1990 - Busted
- 1994 - Woke up with a Monster
- 1997 - Cheap Trick
- 2003 - Special One
- 2006 - Rockford
- 2009 - The Latest
- 2016 - Bang, Zoom, Crazy... Hello
- 2017 - We're All Alright!
- 2017 - Christmas Christmas
- 2021 - In Another World

### Live
- 1979 - At Budokan
- 1999 - Music for Hangovers
- 2001 - Silver
- 2009 - Sgt. Pepper Live